# Mangalyaan
Mangalyaan eller Mars Orbiter Mission (MOM) är en indisk rymdsond som sköts upp mot Mars med hjälp av en PSLV-XL-raket den 5 november 2013. Den 24 september 2014 gick sonden in i omloppsbana runt Mars.
Rymdsonden studerade planetens yta och atmosfär.
I april 2022 förlorade man kontakten med rymdsonden. Rymdsonden var byggd för att ha en livslängd på 6 månader när den väl gått in i omloppsbana runt Mars.
Rymdsonden var Indiens första försök att skicka en rymdsond till en annan planet.

### Fotnoter
1. ↑  ”NASA Space Science Data Coordinated Archive” (på engelska). NASA. https://nssdc.gsfc.nasa.gov/nmc/spacecraft/display.action?id=2013-060A. Läst 7 april 2020.
2. ↑  ”Succé för indiska rymdforskare”. Sveriges Radio. 24 september 2014. http://sverigesradio.se/sida/artikel.aspx?programid=406&artikel=5973313. Läst 1 november 2014.
3. ↑  ”Update on the Mars Orbiter Mission (MOM)”. www.isro.gov.in. Indian Space Research Organisation. Arkiverad från originalet den 3 oktober 2022. https://web.archive.org/web/20221003123127/https://www.isro.gov.in/MOM_NationalMeet_2022SEP.html. Läst 7 februari 2024.